# Castillo de Clausholm

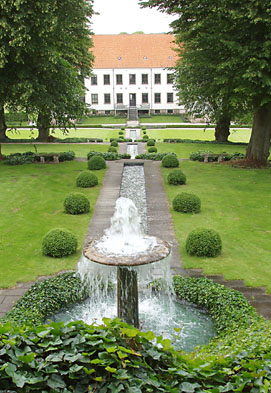
El jardín barroco del Castillo de Clausholm.

El Castillo de Clausholm es una gran casa de campo danesa localizada a unos 12 km al sureste de Randers en Jutlandia oriental. Es uno de los edificios barrocos más destacados de Dinamarca.

## Historia
Los orígenes del castillo se remontan al siglo XII pero es mencionado por primera vez en el siglo XIV cuando su propietario, Lage Ovesen, fue uno de los líderes del alzamiento juto contra Valdemar Atterdag. En ese tiempo,  Clausholm era un edificio de cuatro alas rodeado por un foso. Pero cuando el Primer Ministro danés, el Gran Canciller Conrad von Reventlow, adquirió la propiedad en la década de 1690, estaba en un estado tan lamentable que la derribó e hizo construir el edificio de dos plantas y tres alas actual en su lugar. Fue diseñado por el arquitecto danés Ernst Brandenburger con la asistencia del sueco Nicodemus Tessin el Joven.
El castillo fue diseñado de tal modo que el Gran Canciller pudiera vivir en la planta baja mientras que el segundo piso, con techos más altos y decorados, estaba previsto para visitantes reales. Tanto el castillo como el parque se hallan entre la arquitectura barroca más temprana y destacada de Dinamarca. 
Fue gracias a la hija de Reventlow, Ana Sofía Reventlow, que el castillo ganó fama cuando ella fue raptada por un rey amoroso, Federico IV. Ana Sofía se convirtió en reina en 1721 y cuando él murió en 1730, ella retornó a Clausholm con su corte.
En la capilla del castillo, decorada por Ana Sofía, se halla uno de los órganos más antiguos de Dinamarca construido alrededor de 1700 por los hermanos Botzen de Copenhague.

## Restauración
Como no había agua corriente ni electricidad en el castillo, durante muchos años solo fue habitado durante el verano. Pero en 1964, los nuevos propietarios, Henrik y Ruth Berner, modernizaron las instalaciones con el resultado que el castillo volvió a la vida.
Las obras de restauración continuaron por un tiempo considerable, con gran cuidado para proteger el edificio histórico que había permanecido prácticamente intacto desde la década de 1730. Los esfuerzos fueron recompensados cuando en 1994 la reina Margarita presentó el castillo con el Premio Europa Nostra por destacadas obras del patrimonio.

## Parque
El gran parque barroco con fuentes y avenidas fue diseñado en el siglo XVIII. En 2009, con el apoyo de la Fundación Realdania, el parque fue profundamente renovado.
La finca de 900 hectáreas incluye Schildenseje, Sophie-Amaliegård, Sophienlund y Estrupgård.